# John Bowring
Pour les articles homonymes, voir Bowring.
John Bowring, (en chinois 寶寧 ou 包令), né le 17 octobre 1792 et mort le 23 novembre 1872, est un homme politique, écrivain et hyperpolyglotte britannique.

## Premières années
Bowring nait à Exeter d'une famille puritaine, et apparemment unitariste, et fait ses études dans une université dissidente. Il est un étudiant assidu en littérature et en langues étrangères.
Avec Giuseppe Mezzofanti et Georg von der Gabelentz, il est considéré l'un des plus grands hyperpolyglottes (il comprend environ 200 langues et en parle une centaine). Son œuvre littéraire principale consiste en la traduction de chansons populaires de plusieurs pays européens, bien qu'il ait écrit également des hymnes et poèmes, ainsi que des ouvrages de politique et d'économie. Les premiers fruits de son étude des langues étrangères apparaissent dans Extraits de poètes russes (1821–1823). Ils sont suivis de Anthologie batave (1824), Poésies anciennes et romances d'Espagne (1824), Extraits de poètes polonais, et Poésie populaire serbe, tous deux publiés en 1827, et La poésie des Magyars (1830).
En 1813, il fait des affaires dans la fourniture de l'armée de Wellington en Espagne. Il devient en 1820 « disciple » de Jeremy Bentham auquel il est présenté par son ami le journaliste Edward Blaquiere.

## Activités philhelléniques et scandale
Fréquentant les milieux politiques libéraux européens, il est arrêté par la police française en 1822 et expulsé pour cette raison et pour son implication supposée dans l'affaire des quatre sergents de La Rochelle.
Avec Blaquiere, il fonde début 1823 le comité philhellène de Londres, une organisation destinée à venir en aide aux Grecs insurgés dont il devient le secrétaire. Cherchant à spéculer à l'occasion du premier prêt anglais à la Grèce organisé par le Comité en 1824, il y investit 25 000 livres. Il est ainsi menacé de banqueroute personnelle lors de l'éclatement de la bulle spéculative, et se livre alors à diverses manipulations et fraudes pour chercher à rentrer dans ses fonds. Il est ainsi l'une des personnalités les plus éclaboussées par le scandale public qui éclate en octobre 1826. Violemment mis en cause par une série d'articles du Political Register (en) et du Times, il cherche à se défendre dans les colonnes de la Westminster Review (en) en arguant du fait que les intérêts économiques devaient primer sur les notions de philanthopie, patriotisme ou indépendance ,.

## Carrière d'économiste politique

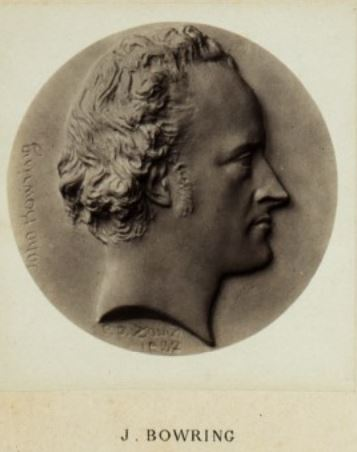
Médaillon par David d'Angers

Il commence à écrire pour la nouvellement fondée Westminster Review (revue plus tard dirigée par John Stuart Mill), dont il fut nommé rédacteur en 1825. Il acquiert grâce à ses articles une certaine réputation d'économiste politique et de réformateur parlementaire. Dans ce journal, il se fait l'avocat du libre-échange bien avant qu'il soit popularisé par Richard Cobden et John Bright.
Il plaide pour le Reform Act 1832, l'émancipation des catholiques et l'éducation populaire. Il visite les Pays-Bas en 1828, et est élu en février 1829 docteur en droit à l'université de Groningue. Il visite le Danemark l'année suivante, afin de préparer un ouvrage sur la poésie scandinave. Après avoir échoué aux élections anglaises de 1832, il séjourne en France pour une enquête sur l'industrie de la soie, notamment à Lyon (chez son ami Arlès-Dufour), puis à Nantes. Il est chargé ensuite d'une mission commerciale officielle en Belgique.
Le docteur Bowring entre au parlement en 1835. L'année suivante, il est mis à la tête d'une commission gouvernementale destinée à être envoyée en France pour rendre compte de l'état actuel du commerce entre les deux pays. Il est engagé de façon similaire en Suisse, en Italie, en Syrie et en Allemagne.
Le résultat de ces missions apparait dans plusieurs rapports écrits à l'intention de la Chambre des communes. Après un retrait de quatre ans, il siège au Parlement de 1841 à 1849. En 1847, il devient président de la Ligue Internationale Populaire de Giuseppe Mazzini, la première association populaire anglaise à s'occuper d'affaires étrangères après l'annexion d'une partie de la Pologne par l'Autriche.
Pour soutenir financièrement sa vie politique, Bowring investit lourdement dans l'industrie du fer gallois pendant le milieu des années 1840. Il dirige un groupe de riches marchands et banquiers londoniens comme président de la Compagnie du fer Llynvi et installe une aciérie à Maesteg pendant les années 1845-1846. Il y établit également son frère, Charles, comme directeur résident et ne perd pas de temps pour baptiser le district entourant l'aciérie Bowrington. L'échec de son entreprise, causée par la crise commerciale de la fin des années 1840, le mène directement à accepter l'offre de Palmerston d'un consulat à Canton.
En 1849, Bowring est nommé consul anglais à Canton (aujourd'hui Guangzhou) et superintendant du commerce en Chine, un poste qu'il tiendra pendant quatre ans. Après son retour, il se distingue comme l'avocat du système monétaire décimal.

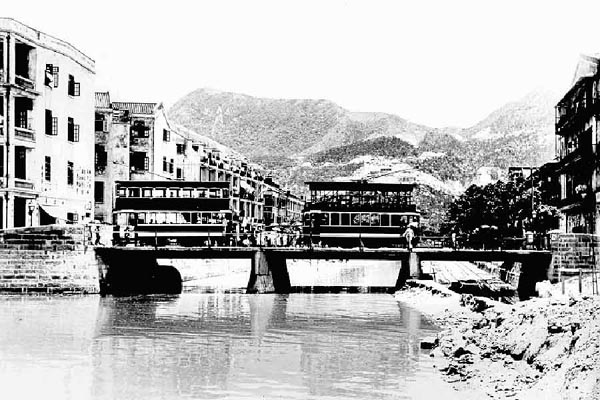
le canal Bowrington en 1920

## Gouverneur de Hong Kong
Le 13 avril 1854, Bowring est nommé gouverneur de Hong Kong. Pendant sa gouvernance, une dispute éclate avec les Chinois, et l'irritation causée par son comportement insultant mènent à la seconde guerre de l'opium (1856-1860). Pendant le même temps, Bowring établit le premier système public de gestion des eaux et également l'ordonnance des bâtiments de Hong Kong, assurant les futures constructions de la colonie. Il rallonge la rivière Wan Chai grâce à un canal et nomme le quartier Bowrington.
En 1855, il visite le Siam et négocie avec le roi Mongkut un traité de commerce, aujourd'hui connu sous le nom de traité Bowring. Il se fait remarquer par ses exigences : il souhaite recevoir des honneurs égaux à ceux qu'avaient reçus M. Chaumont, l'ambassadeur de Louis XIV. Bowring se retire de la politique en mars 1859.

## Critiques
Sa politique et ses publications ont été abondamment critiquées par Friedrich List et Karl Marx. Ce dernier critique son hypocrisie et son cynisme à l'égard du sort des tisserands anglais (Discours sur le libre-échange).